# Они су они
Они су они је била песма-пародија који су Индексово радио-позориште објавили за време НАТО агресије 1999. године.
Песма се састоји у имитирању светских политичара који су имали улогу у НАТО бомбардовању. Међу њима су Робин Кук (представљен као „Робин Хик Кук"), Џејми Шеј, Мадлен Олбрајт ("Малена Одврајт"), Рубин Џејмс и кинески народ, који певају уз музику старе народне песме Ја сам ја, Јеремија.